# Így neveld a sárkányodat (film, 2025)
Az Így neveld a sárkányodat (eredeti cím: How to Train Your Dragon) 2025-ben bemutatásra kerülő amerikai fantasyfilm, amelyet Dean DeBlois írt és rendezett. A DreamWorks Animation 2010-ben bemutatott azonos című animációs film élőszereplős remake-je, amely Cressida Cowell 2003-as regénye alapján készült. A főbb szerepekben Mason Thames, Nico Parker, Nick Frost, Julian Dennison, Peter Serafinowicz és Gerard Butler látható.
Az Így neveld a sárkányodat élőszereplős remake-jének terveit még 2023 februárjában hozták nyilvánosságra. DeBlois, az eredeti mű forgatókönyvírója kezdett foglalkozni a projekttel, mint író és producer. Később kiderült, hogy az eredeti film zeneszerzője, John Powell is visszatér. Mason Thames és Nico Parker az év májusában csatlakozott a szereplőgárdához, majd 2024 januárjában pedig további szereplőket jelentettek be. A forgatás még abban a hónapban elkezdődött az észak-írországi Belfastban, és májusban fejeződött be.
Az Amerikai Egyesült Államokban 2025. június 13-án került mozikba a Universal Pictures forgalmazásában. Magyarországon a UIP-Dunafilm mutatta be 2025. június 12-én.

## Történet
|  | Alább a cselekmény részletei következnek! |

Hibbant-szigeten vikingek élnek. Életüket gyakorta sárkányok veszélyeztetik, amik felperzselik otthonaikat és ellopják állataikat, ezért ádázan harcolnak ellenük. A kétbalkezes főhős, Hablaty (az eredetiben: Hiccup, vagyis „Csuklás” a neve) a falu vezérének, Pléhpofának a fia, a kovácsműhelyben segédkezik. Harcolni nem engedik, mivel nincs kiképezve a sárkányok elleni harcra, ráadásul folytonos csetlés-botlásaival mindig csak bajt okoz. Ő azonban feltalál egy gépezetet, amivel a legrettegettebb, leggyorsabb sárkányt, az „Éjfúriát” titokban sikerül lelőnie. Ez a vikingek történetében még senkinek sem sikerült. Ám a vikingek nem hisznek neki, mert ki hinné, hogy egy Hablaty nevű satnya, mindig csak bajt okozó viking lőtte le azt a sárkányt, amit 300 év alatt senkinek sem sikerült.
Hablaty elindul az erdőbe, s annak mélyén talál rá a sárkányra, és azt gondolja, most, hogy megölte, a falu népe végre tisztelni fogja. Ám a lelőtt sárkány életben maradt. Hablaty képtelen megölni a védtelen, fogságba esett lényt, így elengedi őt. A megsérült sárkány azonban a lövés következtében elvesztette a farka végén lévő egyik darabot, amitől nem tud repülni. Fogságba esik egy erdei katlan mélyén. A napok múlásával egyre kiszolgáltatottabbá válik, így Hablaty próbálja gondját viselni. A kezdeti nehézségek után igencsak közel kerül a sárkányhoz. Fogatlannak nevezi őt el (bár később kiderül, hogy sárkánynak van foga, csak ezt képes visszahúzni az ínyébe). A farkáról letört darab helyébe Hablaty egy kiegészítőt fabrikál, aminek segítségével a sárkány újra a levegőbe tud emelkedni, de csak akkor, ha valaki irányítja valahogy. Hablaty véletlenül a farkán van éppen, amikor ez megtörténik, így egyedül meglovagolja sárkányt, aki ezáltal újra képes a repülésre.
Közben a faluban megkezdődik a viking gyerekek harcossá képzése. Hablatynak nincs ínyére a dolog, ám az apja kérésére ő is részt vesz a képzésben. Miközben folyik a képzés, Hablaty és sárkánya egyre jobban összeszoknak. Hablaty megismeri a sárkányokat, megtanulja milyen módszerekkel lehet leszerelni őket (pl. jó szó, simogatás stb.), és rájön, hogy a sárkányok sokkal barátságosabbak, mint mindenki gondolta volna. Az eltanult fortélyok segítségével hamar ő lesz a legtehetségesebb „harcos”, ami egyre közelebb viszi őt a végső próbatételhez, amikor is meg kell ölnie egy igazi sárkányt a falu színe előtt. Ezt azonban nem akarja megtenni, noha az apja számít rá, és Astrid, a falu legszebb és legügyesebb fegyverforgató lánya (Hablaty titkos szerelme) ugyancsak kezd felfigyelni rá.
A dolgok akkor vesznek váratlan fordulatot, mikor Astrid megtudja, hogy Hablatynak saját sárkánya van, és miközben együtt repülnek Fogatlan hátán, megtalálják a sárkányok titkos rejtekhelyét. Kiderül, hogy a sárkányok nem maguknak gyűjtenek élelmet, hanem egy sokkalta nagyobb sárkánynak, aki felfal mindenkit, ha nem gyűjtenek elegendő ennivalót.
Hamarosan véget ér az ifjú harcosok képzése, és jön a végső megmérettetés, de ennek elkerülésére Hablaty a békésebb módot választja. A falu népe nem érti a harc nélküli győzelmet, és a sárkányokkal való barátkozást, ezért közbeavatkoznak, a törzs főnökével az élen. A csata hevében megjelenik Fogatlan, aki Hablaty védelmére kel, de a falusiak végül elfogják őt. Hablaty elmondja az apjának, hogy megtalálta a sárkányok fészkét (amit a viking harcosok már évszázadok óta keresnek) de egyúttal arra kéri apját, ne zaklassa a sárkányokat, mert van egy óriási sárkány, ami hatalmas veszélyt jelent. Az apja nem érti, hogy a fia a sárkányok pártját fogja, megtagadja fiát, és sok viking hajóval, Fogatlannal és a seregével elindul a sárkányfészek felé (Fogatlant azért viszi, mert csak egy sárkány tudja megtalálni a fészket).
Amikor a vikingek elérik a fészket, szembetalálják magukat az óriási sárkánnyal, aminek legyőzéséhez szükségük van Hablaty és Fogatlan párosára, valamint azokra az ifjakra, akik az arénában gyakorlásra használt sárkányokon repültek a harcosok után. A közös csapatmunkának hála a hibbant-szigetiek győzelmet aratnak a hatalmas sárkány felett, annak legyőzése után úgy tűnik, hogy Hablaty is és Fogatlan is elesett a csatában. Csakhogy nem így történt, mert a sárkány a saját testével védte gazdáját, Hablaty pedig csak a bal lábszárát vesztette el. Ennek pótlására később tökéletes műlábat kap (hasonlóan Fogatlan pótolt műfarkához).
A film végén látjuk Hablaty és Astrid beteljesült szerelmét, Hablaty apja pedig kifejezi, hogy mennyire büszke a fiára. A vikingek és a sárkányok összeszoknak, és immár teljes békében élnek egymás mellett a faluban.
|  | Itt a vége a cselekmény részletezésének! |

## Szereplők
| Szereplő  | Színész          | Magyar hang          |
| --------- | ---------------- | -------------------- |
| Hablaty   | Mason Thames     | Vida Bálint          |
| Pléhpofa  | Gerard Butler    | Schneider Zoltán     |
| Bélhangos | Nick Frost       | Kálloy Molnár Péter  |
| Astrid    | Nico Parker      | Podlovics Laura      |
| Takonypóc | Gabriel Howell   | Miller Dávid         |
| Halvér    | Julian Dennison  | Papp-Horváth Levente |
| Kőfej     | Bronwyn James    | Ács Petra            |
| Fafej     | Harry Trevaldwyn | Márkus Sándor        |

### Magyar változat
- Magyar szöveg: Speier Dávid
- Felvevő hangmérnök: Cs. Németh Bálint
- Vágó: Sári-Szemerédi Gabriella
- Gyártásvezető: Kincses Tamás
- Szinkronrendező: Dóczi Orsolya
- Produkciós vezető: Hagen Péter

A szinkront a Mafilm Audio Kft. készítette el.